# Clematis drummondii
Clematis drummondii là một loài thực vật có hoa trong họ Mao lương. Loài này được Torr. & A.Gray mô tả khoa học đầu tiên năm 1838.